# Mbuyapey
Mbuyapey è un centro abitato del Paraguay; è situato nel dipartimento di Paraguarí, ad una distanza di circa 182 km dalla capitale del paese, Asunción, e forma uno dei 17 distretti del dipartimento.

## Popolazione
Al censimento del 2002 la località contava una popolazione urbana di 2 341 abitanti (13 035 nel distretto).

## Storia
Mbuyapey ebbe origine da una cappella costruita tra il 1770 e il 1780 sul terreno di proprietà di due fratelli aragonesi, Manuel e Tomás Ferreira. In seguito questi vendettero il terreno alla famiglia Ayala (tra i cui esponenti figurerà in seguito il presidente del Paraguay Eligio Ayala), che vi costruì una villa. La località fu poi spostata al suo attuale sito nel 1888, sotto la presidenza di Patricio Escobar.

## Caratteristiche
Situata nella parte meridionale del dipartimento, la località è situata a poca distanza dal fiume Tebicuary. Le attività principali sono l'allevamento e l'agricoltura.